# Mohamed El Amine Belmokhtar
Mohamed El Amine Belmokhtar (en arabe : محمد الأمين بلمختار) est un footballeur algérien né le 16 avril 1995 à Tlemcen. Il évolue au poste d'allier droit au MCB Oued Sly.

## Biographie
Il évolue en première division algérienne avec les clubs du RC Relizane, du DRB Tadjenanet, du CS Constantine et du CA Bordj Bou Arreridj. Il dispute actuellement 90 matchs en inscrivant 12 buts en Ligue 1.
En octobre 2020 il rejoint le club de l'USM Bel Abbès.
Il dispute à la Ligue des champions de la CAF saison 2018-19 avec le CSC. Il joue un seul match dans cette compétition.